# Juan Antonio Escurra
Juan Antonio Escurra (Caraguatay, 6 maggio 1859 – Villa Hayes, 24 agosto 1929) è stato un militare e politico paraguaiano.
Fu presidente del Paraguay dal 1902 al 1904.
Arruolatosi nel 1878 come soldato semplice, Escurra fece carriera fino a diventare comandante delle forze di cavalleria (1892) e colonnello (1897). Ministro della Guerra e Marina nel governo del presidente Emilio Aceval (1898-1902), entrò in contrasto col presidente, che rovesciò col colpo di Stato del 9 gennaio 1902 grazie all'appoggio dei generali Bernardino Caballero e Patricio Escobar.
Eletto presidente costituzionalmente, Escurra introdusse alcune riforme: promulgazione della legge di organizzazione del servizio estero, invio di medici all'estero per perfezionamento, creazione della Direzione di Statistica, designazione di una commissione per la riforma dei codici.
Nell'agosto 1904 scoppiò un'insurrezione liberale, guidata dall'avvocato Benigno Ferreira: subito sconfitti, i rivoltosi fuggirono inizialmente in Argentina, poi si riorganizzarono e scatenarono una guerra civile. Il 12 dicembre 1904 Escurra, con la mediazione di Argentina e Brasile, affidò al liberale Juan Bautista Gaona il Ministero delle Finanze e firmò a bordo della cannoniera El Plata il Patto del Pilcomayo, ponendo fine alla guerra civile. Il 19 dicembre Escurra fu destituito dal Congresso Nazionale insieme al vicepresidente Manuel Domínguez e sostituito da Gaona.